# Kuttawa
Kuttawa är en stad (city) i Lyon County i delstaten Kentucky, USA. 2010 hade staden 649 invånare.